# Blatnitsa
Blatnitsa (bulgariska: Блатница) är ett vattendrag i Bulgarien. Det ligger i den centrala delen av landet, 220 kilometer öster om huvudstaden Sofia.
Trakten runt Blatnitsa består till största delen av jordbruksmark. Runt Blatnitsa är det ganska glesbefolkat, med 43 invånare per kvadratkilometer.